# Chinelo

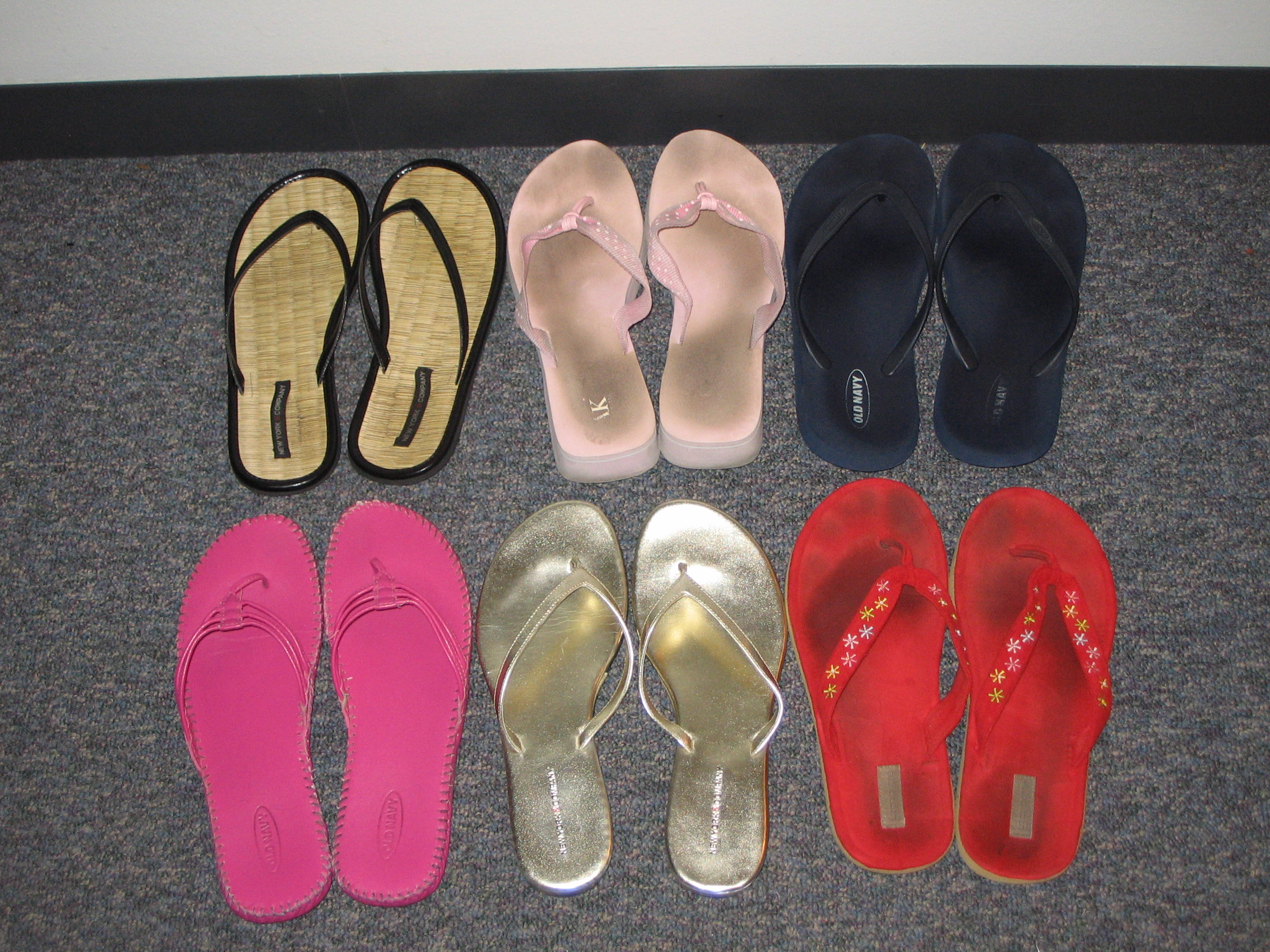
Diferentes modelos de chinelo.

O chinelo, também chamado de chinela, rasteira ou rasteirinha, é um tipo de sandália tipicamente usado como uma forma de artigo de vestuário. Ele consiste de uma sola chata segurada folgadamente no pé por uma tira em formato de Y que passa entre os primeiro e segundo dedos do pé e ao redor de ambos os lados do pé ou pode ser uma base dura com uma tira ao redor de todos os dedos.
Este estilo de calçado tem sido usado pelos povos de várias culturas ao redor do mundo, e existe desde os egípcios antigos em 1500 AEC.

## Etimologia
A palavra "chinelo" vem do termo latino medieval *planella, de planus,-a,-um, "plano". Segundo Corominas, talvez por influência do dialetal genovês cianella (em italiano, pianella, diminutivo de piano, "plano").

## Descrição
Alguns chinelos apresentam uma tira bifurcada com origem entre o dedão e o indicador do pé e que se estendem aproximadamente por 11 centímetros até as laterais do pé. Outros chinelos são formados apenas por uma tira, de largura variável, que passa sobre o peito do pé.
Muitas vezes, os chinelos são calçados de uso doméstico, durante os dias quentes, especialmente no verão, ou como acompanhamento do traje de dormir. Podem, também, compor parte do traje de banhistas, na ida à praia ou na beira da piscina. 
É um importante calçado no contexto da moda do dia a dia, principalmente em cidades litorâneas e com clima quente. Suas principais características são os dedos de fora, sem salto, e sem tiras no tornozelo.

## História
Os chinelos já são usados há milhares de anos, figurando em murais do Egito Antigo de 4000 a.C. Foi encontrado, na Europa, um par de chinelos de folhas de papiro que foi datado como tendo sido fabricado por volta do ano 500. Essas primeiras versões de chinelos eram feitas de vários materiais. Os antigos egípcios usavam papiros e folhas de palmeira. Os massais da África usavam pele não curtida de animais. Na Índia, eram feitos de madeira. Na China e no Japão, palha de arroz era usada. As folhas de sisal eram usadas na América do Sul, enquanto que, no México, se usava Yucca.
Os antigos gregos e romanos tinham suas próprias versões de chinelos. Nos chinelos gregos, a tira era usada entre o primeiro e o segundo dedos, enquanto que, nos chinelos romanos, a tira se localizava entre o segundo e o terceiro dedos. Já na Mesopotâmia, a tira era usada entre o terceiro e o quarto dedos. Na Índia, os chinelos, em vez da tira, tinham um botão entre o primeiro e o segundo dedos.
O moderno chinelo tornou-se popular nos Estados Unidos após a Segunda Guerra Mundial, quando os soldados retornaram ao país trazendo o Zōri japonês. Na década de 1950, o chinelo se popularizou ainda mais nesse país com a expansão econômica do pós-Segunda Guerra Mundial e o fim da Guerra da Coreia. Nesse processo, o chinelo foi redesenhado e ganhou as cores brilhantes típicas dessa década. Sua popularidade deveu-se a seu conforto e praticidade. Tornou-se popular em lojas de artigos para praia e como calçado de verão. Durante a década de 1960, os chinelos ficaram associados ao estilo de vida praiano da Califórnia. A publicidade destacava sua informalidade e sugeria sua utilização com calções, roupas de banho e roupas de verão. No decorrer do tempo, contudo, as pessoas passaram a usá-los em situações mais formais também.
Em 1962, a Alpargatas S.A. lançou, no Brasil, as sandálias Havaianas. Em 2010, mais de 150 milhões de pares de Havaianas eram produzidas anualmente. Os chinelos rapidamente se tornaram o calçado informal dos jovens. As garotas passaram a decorar seus chinelos com acabamentos metálicos, adornos, correntes, contas e bijuterias. Versões mais sofisticadas utilizando couro ou materiais sintéticos passaram a substituir o tênis ou o sapato.